# Musée de la Grande Ardenne
Le Musée de la Grande Ardenne (nouvelle appellation depuis le printemps 2024) est un musée d'ethnologie, de légendes et de croyances en Ardenne et au Luxembourg. Ce musée se situe à Bastogne, en province belge de Luxembourg.

## Histoire

### Origine du nom
Le Musée de la Grande Ardenne était connu jusqu'en 2024 comme « Musée en Piconrue », puis « Piconrue - Musée de la Grande Ardenne ». Le mot « Piconrue », qui remonte à 1482, désigne un quartier de la ville de Bastogne où des déchets, appelés « picons », auraient été utilisés par des drapiers. Le terme pourrait aussi, selon une autre étymologie, provenir de picca – la « pointe » –, peut-être le « bout » de la ville.
Pour affirmer son ancrage territorial et son orientation ethnologique, le Musée adopte au printemps 2024 l'appellation officielle de « Musée de la Grande Ardenne ». Le mot « Piconrue » n'apparaît désormais plus dans le nom public du Musée.

### Bâtiment

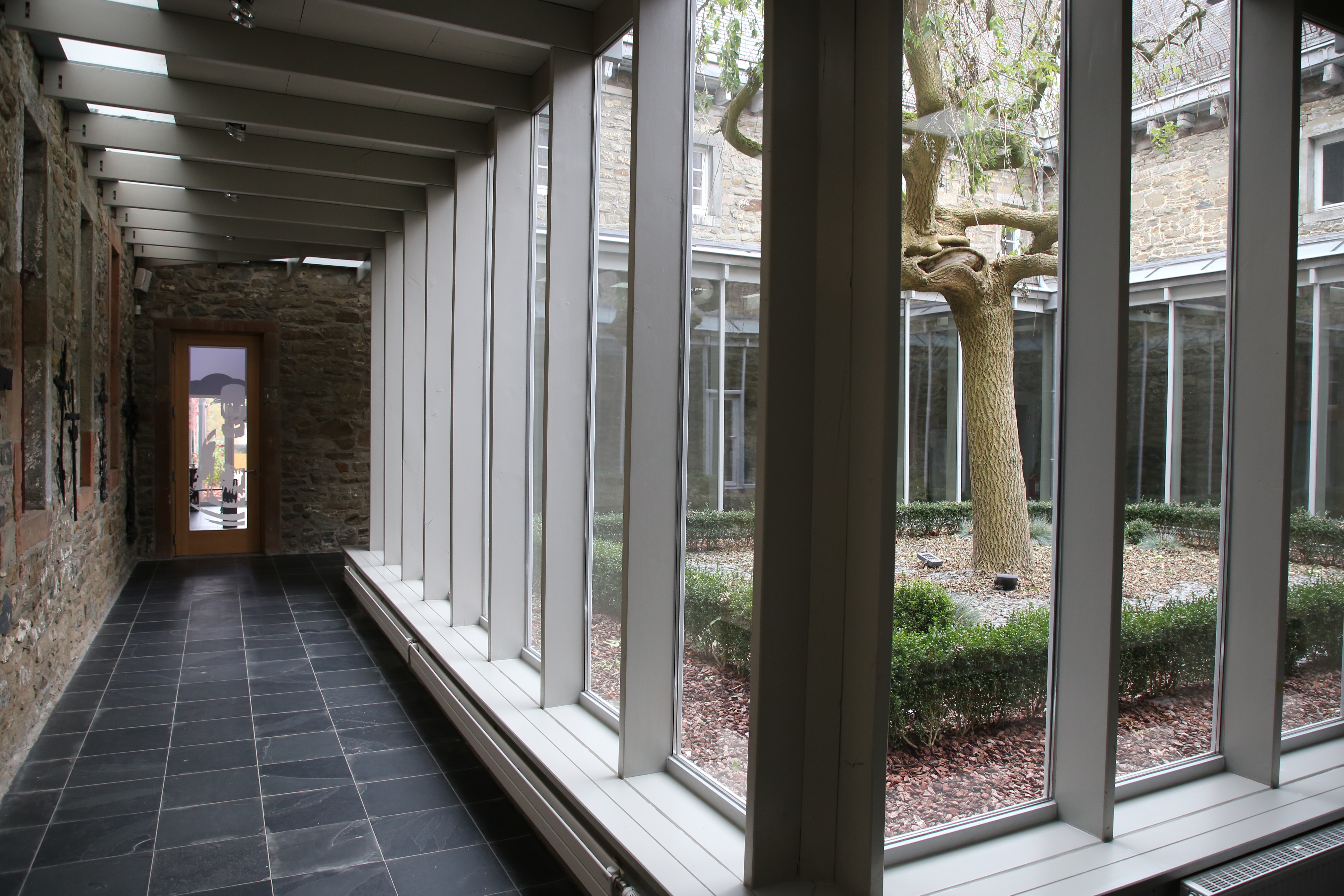
Vue d'une partie du cloître du Musée (rez-de-chaussée).

Le Musée est situé dans un ancien couvent de religieuses récollectines, appelé le Bethléem, fondé en 1628.

## Expositions
C'est dans une perspective ethnographique que le public peut voir, outre les collections permanentes, des expositions temporaires variées. Ainsi, la première exposition en 1984 a mis en lumière l'importance des croyances, des rites et traditions populaires liés au culte des saints guérisseurs dans l'Ardenne. Suivirent des expositions sur les rites funéraires, le rôle des images religieuses dans la culture populaire, l'orfèvrerie et les ornements liturgiques du Luxembourg. Ces expositions puisent dans les collections du Musée, mais font appel également aux prêteurs privés et publics. De telles initiatives ne peuvent se concrétiser que si des études approfondies sur les thèmes abordés sont préalablement menées en collaboration avec des spécialistes de toutes disciplines, de Belgique, du Luxembourg et de France, principalement. Le fruit de ces recherches est publié dans un recueil d'études diffusé à l'occasion des expositions.

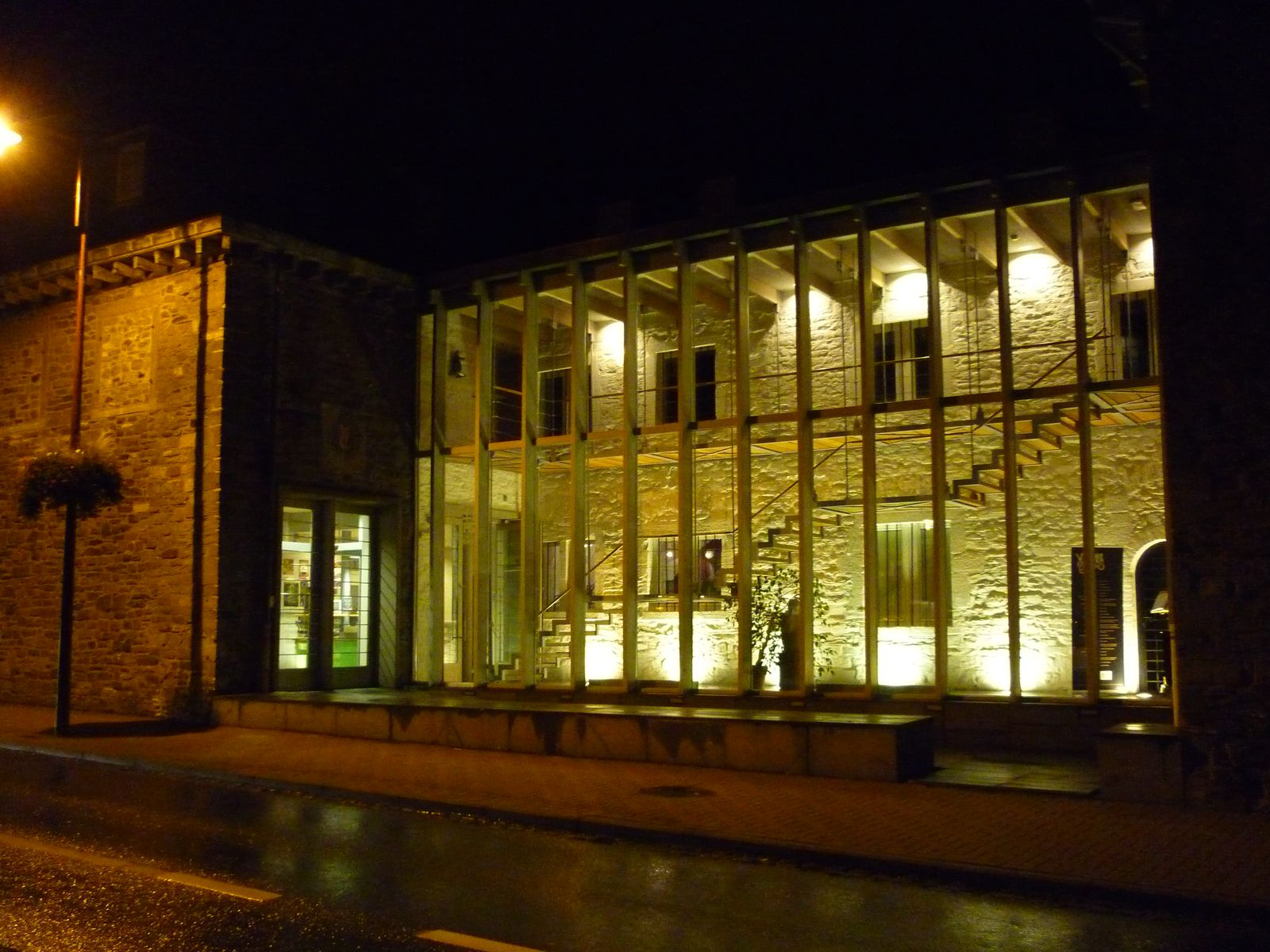
Le Piconrue - Musée de la Grande Ardenne de nuit.

En 2017, le Musée de la Grande Ardenne invite les visiteurs à voyager au cœur de la culture ardennaise par la découverte de son riche patrimoine matériel et immatériel via le parcours de trois expositions : deux permanentes et une temporaire.
L’exposition permanente « Les Âges de la Vie. Naître, vivre et mourir en Ardenne » plonge les visiteurs dans la société traditionnelle ardennaise d’entre 1850 et 1950, au regard des grandes mutations qui l’ont fait entrer dans la modernité.
La Maison des Légendes fait découvrir l’histoire peu commune de six personnages fantastiques d’Ardenne : le chasseur sauvage, les quatre fils Aymon, le diable, le loup-garou, la fée et le nuton.
Au fil des années, l'art religieux a pris moins de place au sein des expositions du Musée. Si cette thématique était dominante à l'ouverture du Musée, celle-ci reste abordée, mais les thématiques abordées dans les parcours se sont diversifiés avec le temps.

## Collections
Le Musée de la Grande Ardenne conserve 65 000 objets, dans les domaines de l’ethnologie, des légendes, de l’art religieux et des croyances populaires d’Ardenne et de Luxembourg. Conservatoire pour les fabriques d’églises depuis 1986, le Musée a recueilli plusieurs milliers d’objets d’art religieux : tableaux, statues en bois, pièces d’orfèvrerie, ouvrages anciens, autant de témoins de la piété populaire qui caractérisait l’Ardennais. Nombre d’objets du quotidien relatent les grandes étapes de la vie de l’homme et ses rites de passage, religieux ou profanes, de la naissance à la mort. Ils évoquent les moments de joie, de peine, mais aussi les inquiétudes et les espérances de l’homme. Le fonds photographique Edmond Dauchot n’en est pas moins impressionnant. Plus de 20 000 clichés négatifs originaux évoquant la vie dans l’Ardenne rurale des années 1930 à 1960 sont désormais conservés au Musée. Nombreux sont les dons privés ou publics qui continuent d’enrichir les collections du Musée de la Grande Ardenne.

## Missions
Outre ses vocations scientifique et pédagogique, la première mission du Musée est la protection et la conservation des objets et des documents menacés par les vols et la négligence, ainsi que la sauvegarde d'un patrimoine oral composé de souvenirs, de prières, de formules magico-religieuses, de gestes, de chansons et de légendes.
Le Musée étudie l'homme et les supports matériels de son univers mental, depuis le berceau jusqu'à la tombe, de l'église aux champs. Il souhaite ainsi développer une dimension ethnologique en exposant l'Ardennais dans son expression culturelle et sociale et, d'une manière plus générale, la condition humaine dans toute sa complexité.
Le Musée propose annuellement une ou deux expositions temporaires accompagnées d'une publication avec, pour sujets principaux, l'ethnologie, les légendes, l'art religieux, les coutumes et les croyances populaires en Ardenne et Luxembourg.

## La Maison des légendes
Au sein du Musée de la Grande Ardenne, la Maison des Légendes œuvre à la sauvegarde et à la valorisation du patrimoine légendaire ardennais.
Invité à une promenade à travers le terreau des légendes, la forêt d'Ardenne, le visiteur découvre les hôtes fantastiques de cet endroit mystérieux : chasseur sauvage, quatre fils Aymon, diable, loup-garou, nutons et fées.

## Activités pédagogiques
Le Service des Publics du Musée de la Grande Ardenne propose aux écoles fondamentales et secondaires des activités spécialement conçues pour le public scolaire. Elles visent la découverte participative et ludique de l'Ardenne et de ses gens. Dans un souci d'accessibilité et d'inclusivité, tous les groupes sont accueillis au Musée et des activités et outils sont prévus de la maternelle aux groupes seniors.